# Tanuf
Tanuf è una località del Sultanato dell'Oman, situata sul lato dell'altopiano, ai piedi del Jebel Akhdar tra Al Hamra e Nizwa, nel nord della regione di Ad-Dākhilīyah. È costituito dal vecchio villaggio parzialmente in rovina, popolare tra i turisti, e una parte più moderna legata alla presenza di un impianto di imbottigliamento per l'acqua minerale.

## Storia
Durante la rivolta della fine degli anni '50 , i ribelli si erano rifugiati nel Jabal Akhdar, molti dei quali vi provenivano, il che dava loro un'ottima conoscenza del terreno, a cui era particolarmente difficile accedere. Sultan Said ibn Taimour, padre del Sultano Qabus ibn Said, chiese aiuto militare agli inglesi, ma all'inizio i loro sforzi congiunti fallirono. Dopo ulteriori incidenti, furono chiamati due squadroni di forze speciali della SAS . Fu nell'ambito di queste operazioni che il villaggio fu bombardato il 27 luglio 1957 dagli aerei De Havilland Venom della Royal Air Force, in assenza dei suoi abitanti, pre-avvertiti.

## Monumenti e luoghi d'interesse
Il sistema di irrigazione noto come falaj è molto diffuso nel Sultanato dell'Oman. Quello di Tanuf è piuttosto speciale, in quanto è costruito contro la falesia e sollevato fino a un'altezza fino a 10 metri. Con una lunghezza di 200 m, il falaj ha sostanzialmente mantenuto le sue caratteristiche originali, progettato oltre 300 anni fa. È ancora in uso. Anche la moschea è conservata.

## Economia
La località è nota per le sue acque minerali del vicino wadi. Viene imbottigliata in loco e distribuita in tutto il paese. Alcune abitazioni moderne sono state costruite vicino alla fabbrica. Molti abitanti del villaggio sono impiegati a Nizwa, la grande città vicina.